# Carnegie Medal
Carnegie Medal – angielska nagroda literacka przyznawana od 1936 roku dla uczczenia Andrew Carnegiego.
Corocznie w lipcu przyznaje się nagrodę za książkę dla dzieci i młodzieży. Pozycja ta musi być napisana w języku angielskim i opublikowana w poprzednim roku w Wielkiej Brytanii. W jury zasiada 13 bibliotekarzy z organizacji skupiającej brytyjskich bibliotekarzy. To samo gremium przyznaje wyróżnienie za ilustrację literatury dziecięcej i młodzieżowej.

## Laureaci
(Przed 2007: lata oznaczają datę opublikowania książki, sama nagroda była przyznana w roku następnym)
- 2022 Katya Balen, October, October
- 2021 Jason Reynolds, Look Both Ways
- 2020 Anthony McGowan, Lark
- 2019 Elizabeth Acevedo, The Poet X
- 2018 Geraldine McCaughrean, Where the World Ends
- 2017 Ruta Sepetys, Salt to the Sea
- 2016 Sarah Crossan, One
- 2015 Tanya Landman, Buffalo Soldier
- 2014 Kevin Brooks, The Bunker Diary
- 2013 Sally Gardner, Maggot Moon
- 2012 Patrick Ness(inne języki), A Monster Calls
- 2011 Patrick Ness, Monsters of Men
- 2010 Neil Gaiman, Księga cmentarna (The Graveyard Book)
- 2009 Siobhan Dowd, Bog Child
- 2008 Philip Reeve, Here Lies Arthur
- 2007 Meg Rosoff, Just in Case
- 2005 Mal Peet(inne języki), Tamar
- 2004 Frank Cottrell Boyce, Miliony (Millions)
- 2003 Jennifer Donnelly, A Gathering Light, Bloomsbury
- 2002 Sharon Creech, Ruby Holler, Bloomsbury
- 2001 Terry Pratchett, Zadziwiający Maurycy i jego edukowane gryzonie (The Amazing Maurice and his Educated Rodents), Doubleday
- 2000 Beverley Naidoo, The Other Side of Truth, Puffin
- 1999 Aidan Chambers, Postcards From No Man's Land, Bodley Head
- 1998 David Almond, Skrzydlak (Skellig), Hodder
- 1997 Tim Bowler, River Boy, OUP
- 1996 Melvin Burgess, Ćpun (Junk), Andersen Press
- 1995 Philip Pullman, Mroczne materie, tom pierwszy: Zorza północna (His Dark Materials: Book 1 Northern Lights), Scholastic
- 1994 Theresa Breslin, Whispers in the Graveyard, Methuen
- 1993 Robert Swindells, Stone Cold, H Hamilton
- 1992 Anne Fine, Flour Babies, H Hamilton
- 1991 Berlie Doherty, Dear Nobody, H Hamilton
- 1990 Gillian Cross, Wolf, OUP
- 1989 Anne Fine, Goggle-eyes, H Hamilton
- 1988 Geraldine McCaughrean, A Pack of Lies, OUP
- 1987 Susan Price, The Ghost Drum, Faber
- 1986 Berlie Doherty, Granny was a Buffer Girl, Methuen
- 1985 Kevin Crossley-Holland, Storm, Heinemann
- 1984 Margaret Mahy, The Changeover, Dent
- 1983 Jan Mark, Handles, Kestrel
- 1982 Margaret Mahy, The Haunting, Dent
- 1981 Robert Westall, The Scarecrows, Chatto & Windus
- 1980 Peter Dickinson, City of Gold, Gollancz
- 1979 Peter Dickinson, Tulku, Gollancz
- 1978 David Rees, The Exeter Blitz, H Hamilton
- 1977 Gene Kemp, The Turbulent Term of Tyke Tiler, Faber
- 1976 Jan Mark, Niebo nad Norfolkiem (Thunder and Lightnings), Kestrel
- 1975 Robert Westall, The Machine Gunners, Macmillan
- 1974 Mollie Hunter, The Stronghold, H Hamilton
- 1973 Penelope Lively, The Ghost of Thomas Kempe, Heinemann
- 1972 Richard Adams, Wodnikowe Wzgórze (Watership Down), Rex Collings
- 1971 Ivan Southall, Josh, Angus & Robertson
- 1970 Leon Garfield & Edward Blishen, The God Beneath the Sea, Longman
- 1969 K. M. Peyton, The Edge of the Cloud, OUP
- 1968 Rosemary Harris, The Moon in the Cloud, Faber
- 1967 Alan Garner(inne języki), The Owl Service, Collins
- 1966 Nagrody nie przyznano
- 1965 Philip Turner, The Grange at High Force, OUP
- 1964 Sheena Porter(inne języki), Nordy Bank, OUP
- 1963 Hester Burton, Czas próby (Time of Trial), OUP
- 1962 Pauline Clarke, The Twelve and the Genii, Faber
- 1961 Lucy M. Boston, A Stranger at Green Knowe, Faber
- 1960 Dr I. W. Cornwall, The Making of Man, Phoenix House
- 1959 Rosemary Sutcliff, The Lantern Bearers, OUP
- 1958 Philippa Pearce, Północ w tajemniczym ogrodzie (Tom’s Midnight Garden), OUP
- 1957 William Mayne, A Grass Rope, OUP
- 1956 C.S. Lewis, Ostatnia bitwa (The Last Battle), Bodley Head
- 1955 Eleanor Farjeon, Mały pokój z książkami (The Little Bookroom), OUP
- 1954 Ronald Welch (Felton Ronald Oliver), Knight Crusader, OUP
- 1953 Edward Osmond, A Valley Grows Up
- 1952 Mary Norton, Kłopoty rodu Pożyczalskich (The Borrowers), Dent
- 1951 Cynthia Harnett, The Woolpack, Methuen
- 1950 Elfrida Vipont Foulds, The Lark on the Wing, OUP
- 1949 Agnes Allen, The Story of Your Home, Faber
- 1948 Richard Armstrong, Sea Change, Dent
- 1947 Walter De La Mare, Collected Stories for Children
- 1946 Elizabeth Goudge, Tajemnica Rajskiego Wzgórza (The Little White Horse), University of London Press
- 1945 Nagrody nie przyznano
- 1944 Eric Linklater, Wiatr z księżyca (The Wind on the Moon), Macmillan
- 1943 Nagrody nie przyznano
- 1942 'B.B.' (D. J. Watkins-Pitchford), The Little Grey Men, Eyre & Spottiswoode
- 1941 Mary Treadgold, We Couldn't Leave Dinah, Cape
- 1940 Kitty Barne, Visitors from London, Dent
- 1939 Eleanor Doorly, Radium Woman, Heinemann
- 1938 Noel Streatfeild, The Circus is Coming, Dent
- 1937 Eve Garnett, The Family from One End Street, Muller
- 1936 Arthur Ransome, Pigeon Post, Cape

Źródło.